# Banyuwangi (Pulo Ampel)
Banyuwangi is een bestuurslaag in het regentschap Serang van de provincie Banten, Indonesië. Banyuwangi telt 3488 inwoners (volkstelling 2010).